# Австралийска скумрия
Австралийската скумрия (Scomber australasicus) е вид бодлоперка от семейство Scombridae. Видът не е застрашен от изчезване.

## Разпространение и местообитание
Разпространен е в Австралия, Индонезия, Китай, Мексико, Нова Зеландия, Оман, Папуа Нова Гвинея, Провинции в КНР, Северна Корея, Сомалия, Тайван, Филипини, Южна Корея и Япония.
Обитава крайбрежията на океани, морета и заливи в райони с тропически и субтропичен климат. Среща се на дълбочина от 8,5 до 200 m, при температура на водата от 7,7 до 24 °C и соленост 34,4 – 36,1 ‰.

## Описание
На дължина достигат до 44 cm, а теглото им е максимум 1360 g.
Популацията на вида е стабилна.